# Ceratobunellus brevipes
Ceratobunellus brevipes is een hooiwagen uit de familie Sclerosomatidae.